# 岐阜県道387号下石笠原市之倉線
岐阜県道387号下石笠原市之倉線（ぎふけんどう387ごう おろしかさはらいちのくらせん）は、岐阜県土岐市から同県多治見市に至る一般県道である。

## 概要

### 路線データ

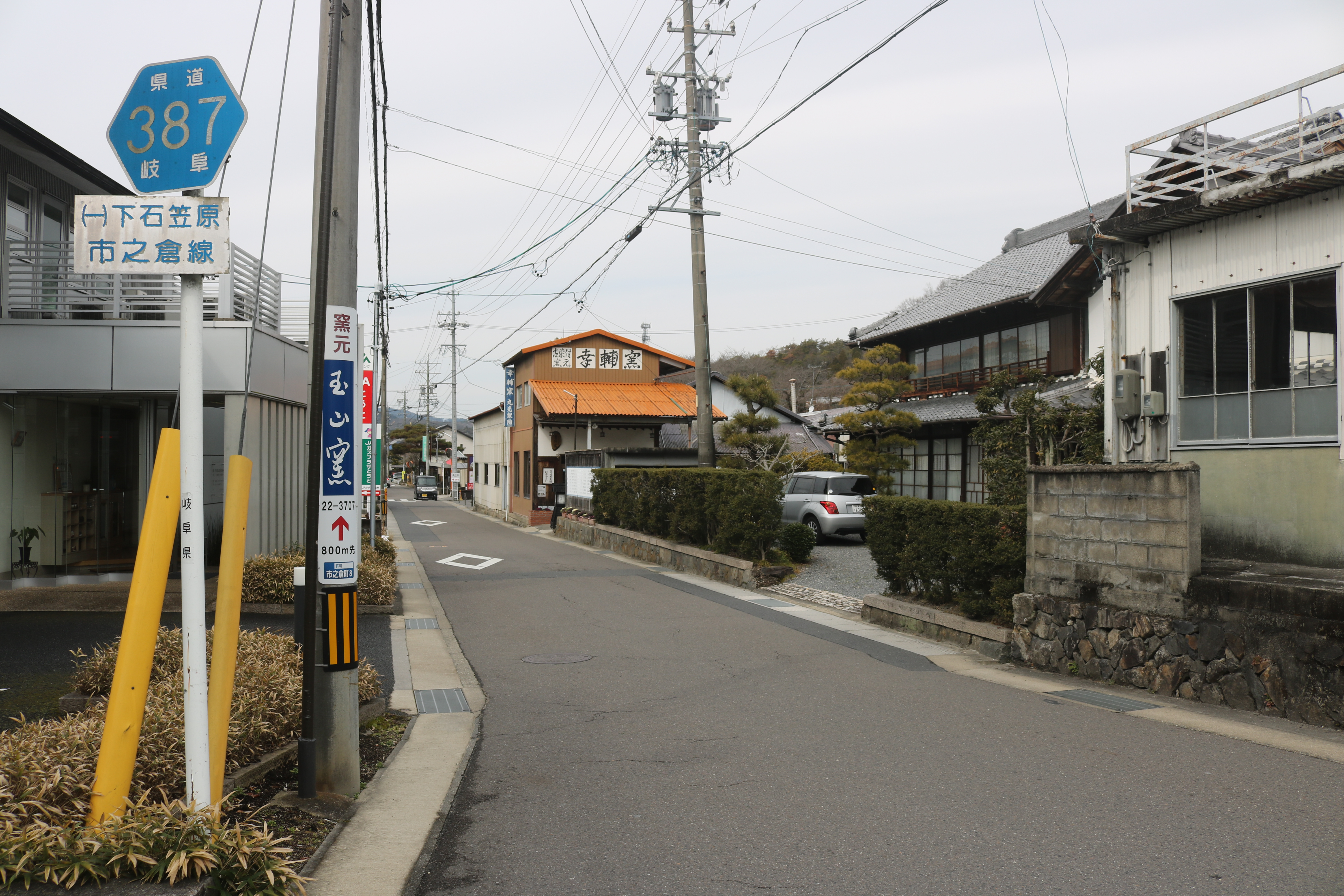
岐阜県道387号下石笠原市之倉線、多治見市市之倉町にて

- 起点：岐阜県土岐市下石町西山（岐阜県道66号多治見恵那線交点）
- 終点：岐阜県多治見市市之倉町13丁目（岐阜県道15号名古屋多治見線交点）

## 沿革
- 1977年（昭和52年）2月27日：認定[1]

## 通過する自治体
- 岐阜県
  - 土岐市
  - 多治見市

## 接続する道路

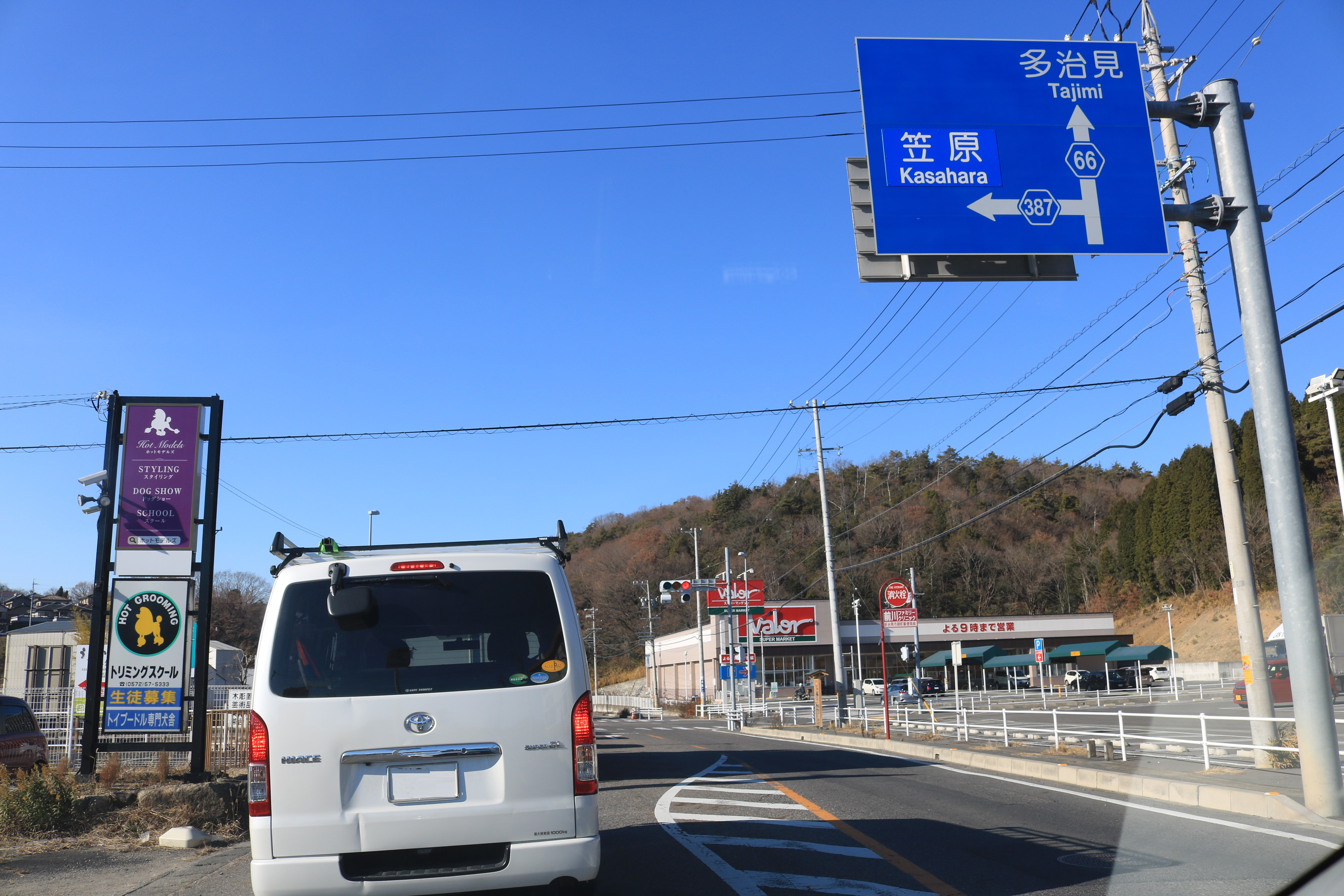
岐阜県道66号多治見恵那線と岐阜県道387号下石笠原市之倉線（終点）との下石西交差点店、土岐市下石町にて

- 岐阜県道66号多治見恵那線（下石町西交差点）
- 岐阜県道13号豊田多治見線（向島交差点）
- 国道248号（多治見市市之倉町5丁目地内・市之倉町2交差点）
- 岐阜県道15号名古屋多治見線（市之倉町13交差点）

## 周辺
- 多治見市立笠原中学校
- マイン笠原ショッピングプラザ
- かさはら潮見の森
- 東濃リクシル 笠原第1工場

## 別名
- 市之倉オリベストリート（多治見市）